# Длужина (Вармінсько-Мазурське воєводство)
Длужина (пол. Dłużyna, нім. Langenreihe) — село в Польщі, у гміні Ельблонґ Ельблонзького повіту Вармінсько-Мазурського воєводства.
Населення — 185 осіб (2011).
У 1975-1998 роках село належало до Ельблонзького воєводства.

## Демографія
Демографічна структура станом на 31 березня 2011 року:
|          | Загалом | Допрацездатний вік | Працездатний вік | Постпрацездатний вік |
| -------- | ------- | ------------------ | ---------------- | -------------------- |
| Чоловіки | 92      | 22                 | 62               | 8                    |
| Жінки    | 93      | 26                 | 54               | 13                   |
| Разом    | 185     | 48                 | 116              | 21                   |